# Salem (Kenosha)
Salem (Kenosha) é uma cidade localizada no condado de Kenosha, Wisconsin, Estados Unidos.